# Kastrytjnіtskі rajon, Hrodna
Kastrytjnitski rajon är en rajon i staden Hrodna, som även tillhör Hrodna voblast, i den västra delen av landet, 250 km väster om Belarus huvudstad Minsk.
Runt Kastrytjnitski rajon är det i huvudsak tätbebyggt. Runt Kastrytjnitski rajon är det ganska tätbefolkat, med 139 invånare per kvadratkilometer.